# 有易氏
有易氏（一作有狄氏），姒姓，是中国上古时期由有扈氏發展出來的一个氏族部落。曾一度兴盛于约前18世纪。位于今日冀东北、辽西与内蒙古三省区交界处。史书文献记载先商时期有易氏邻近商部落居住地区北部。在先商时期的第七代（一说第四代）首领王亥（后期殷人在卜辞中追祭为高祖王亥）时期，商部落活动于冀中豫北一带，此时强大的有易氏屡袭南边的商部落，是商部落的一大祸患。《易经》大壮篇、旅篇甚至记载道王亥“丧羊于易、丧牛于易”。相传有易氏首领绵臣杀了商部落首领王亥后，强行夺去驯养的牛羊。后来王亥之弟王恆做上了商部落首领，又从有易氏首领绵臣手中夺回了牛羊。王恒之子上甲微当了商部落首领后，联合河伯氏部落讨伐有易氏。《古本竹书纪年》中记载“微假师于河伯以伐有易”。在战中杀死有易氏首领绵臣，《天问》载道，“有狄不宁”，从此有易氏退出了史书的记载。《山海经》记载有易氏潜逃，立国称之为摇民。商部落却在有易氏没落的同时强大了起来。联合黄河下游各氏族部落，一步步转向中原夏氏地区。

## 重要人物
史书记载中只有有易氏首领绵臣一位重要人物。

## 脚注